# Уиттакер, Томас Джеймс
То́мас Джеймс Уи́ттакер MBE (англ. Thomas James Whittaker), также известный как Том Уи́ттакер (англ. Tom Whittaker; 21 июля 1898 — 24 октября 1956) — английский футболист, выступавший на позиции полузащитника, и футбольный тренер; провёл всю свою игровую и тренерскую карьеру в составе лондонского «Арсенала». Главный тренер лондонского клуба в 1947—1956 годах.

## Игровая карьера
Том Уиттакер родился 21 июля 1898 года в Олдершоте, в казарме Ист-Кавалри. Когда ему было всего три недели, его семья перебралась в Ньюкасл-апон-Тайн. Свои первые шаги в футболе он делал на Северо-Востоке Англии, играя за молодёжные команды и учась на корабельного инженера. Работал в компании Hawthorn Leslie & Co в Тайнсайде инженером. С 1917 года нёс службу в Королевской гарнизонной артиллерии в Лидде, играл за футбольную команду полка, а позже был переведён в ВМС. Демобилизован в 1919 году, работал позже в компании Green, Silley & Wears, которая строила тоннель Блэкуолл.
Поскольку Уиттакер проходил службу в королевской артиллерии, это стало поводом для того, чтобы вызвать его на просмотр в лондонский «Арсенал». С ноября 1919 года Уиттакер стал выступать за «Арсенал», которой руководил тогда Лесли Найтон: изначально он был центральным нападающим, а затем сместился на позицию флангового полузащитника (вингера). В январе 1920 года Уиттакер стал профессиональным игроком, дебютировав 6 апреля в игре против клуба «Вест Бромвич Альбион» (гостевое поражение 0:1). В 1920-е годы он стал игроком основы клуба, сыграв всего 70 матчей за команду и забив два гола. Во время своей игровой карьеры имел рост 177 см; играл не только на позиции центрального нападающего, но и вингера и даже фулбэка.
В 1925 году он участвовал в турне по Австралии в составе английской сборной (формально — команде Футбольной ассоциации Англии), однако в одной из встреч в Уоллонгонге повредил коленную чашечку и вынужден был завершить игровую карьеру, продолжив работу уже как член тренерского штаба.

## Тренерская карьера
После вынужденного завершения игровой карьеры Том Уиттакер стал спортивным врачом команды, а в 1927 году был включён в тренерский штаб первой команды по предложению Герберта Чепмена, причём был моложе многих игроков из основного состава. Уиттакер сыграл важную роль в изменении принципов проведения тренировок и физической подготовки игроков, сыграв важную роль в успехе команды в 1930-е годы. После смерти Чепмена Уиттакер некоторое время вместе с Джо Шоу фактически руководил командой, а потом продолжил работу в составе тренерского штаба Джорджа Эллисона. Также он входил в тренерский штаб сборной Англии.
Во время Второй мировой войны службу проходил сначала в противовоздушной обороне, а затем и в военно-воздушных силах, дослужившись до звания лидера эскадрильи (аналогично званию майора). Участвовал в воздушных миссиях во время высадки в Нормандии, за свой вклад в победу был награждён в 1947 году орденом Британской империи в звании члена.
После окончания войны Уиттакер вернулся на пост тренера, а в 1947 году стал главным тренером команды после ухода Эллисона. В сезонах 1947/1948 и 1952/1953 он выиграл Футбольную лигу Англии, в сезоне 1949/1950 завоевал Кубок Англии. В 1954 году Уиттакер задумался о возможности приобрести Стэнли Мэтьюза из «Блэкпула», однако поскольку Мэтьюз и так получал максимально возможный оклад, шансов на переход в «Арсенал» не было. Сам Мэтьюз вежливо отклонил поступившее предложение, умолчав от всех о переговорах с Уиттакером.
24 октября 1956 года Уиттакер скоропостижно скончался от сердечного приступа в госпитале университетского колледжа Лондона. Его автобиография «История „Арсенала“» (англ. The Arsenal Story) была посмертно издана в 1957 году.

## Достижения
- Чемпион Англии: 1947/1948, 1952/1953[3]
- Обладатель Кубка Англии: 1949/1950[3]
- Обладатель Суперкубка Англии: 1948[8][9], 1953[3][10]
- Член Ордена Британской империи: 1947[3]